# Hermann Teuber
Hermann Teuber (* 12. August 1894 in Dresden; † 24. Oktober 1985 in München) war ein deutscher Maler und Graphiker.

## Kindheit und Jugend in Dresden und Bautzen; 2 Jahre Kriegsdienst
Seine Kindheit verbrachte er in Dresden. Als Sohn eines Kohlehändlers, der viele Künstler zu seinen Kunden zählte, und Graphiken sammelte, erhielt Teuber schon früh künstlerische Anregungen. Mit seinem Vater besuchte er häufig die Galerie Neue Meister.
Von 1908 bis 1914 war er Schüler im Internat des Katholischen Lehrerseminars Bautzen. Dort entstanden erste Skizzenbücher mit Landschaftszeichnungen.
Seit 1914 als Hilfslehrer an einer Dresdner Vorortschule beschäftigt, konnte Teuber Abendkurse bei Georg Oskar Erler an der Königlich Sächsischen Kunstgewerbeschule im Kopf-, Akt- und Kostümzeichnen besuchen.
Ab 1916 leistete er zwei Jahre Kriegsdienst als Artillerist an der französischen und flandrischen Front.

## Studium in Dresden und Berlin
1919 gab Teuber den Schuldienst auf. An seiner alten Studienstätte, der Dresdner Kunstgewerbeschule, nahm er ein Studium unter Georg Oskar Erler auf. Er legte die Zeichenlehrerprüfung für den höheren Schuldienst ab.
1922 ging er zur weiteren Ausbildung an die Kunsthochschule Berlin-Charlottenburg. Zunächst war er dort Schüler von Hans Meid (Radierung). 1924 bis 1926 besuchte er die Malklasse Karl Hofers. Einer seiner Mitschüler war Ernst Wilhelm Nay.

## Frühe Anerkennung durch zahlreiche Preise
1926 erhielt Teuber die Medaille des Preußischen Kulturministeriums für hervorragende Leistungen. Einen halbjährigen Aufenthalt in Paris nutzte er zu Landschaftsstudien in Nordfrankreich. Als freischaffender Maler und Graphiker in Berlin wurde ihm 1928 der Ilgen-Preis der Stadt Dresden zuerkannt, 1931 erhielt er den Albrecht-Dürer-Preis der Stadt Nürnberg für Radierungen, 1935 ein Atelierstipendium an der Kasseler Akademie.
1930 bis 1935 hatte Teuber ein Atelier in einem Gartenhaus der Schreberkolonie Rummelsburg. Teubner war Mitglied des Deutschen Künstlerbundes. Von 1935 bis 1945 war er Mitglied der Ateliergemeinschaft Klosterstraße in Berlin. Zu seinen Freunden und Bekannten gehörten dort Maria und Hermann Blumenthal, Werner Gilles, Werner Heldt, Ottilie (gen. Odi) und Ludwig Kasper, Käthe Kollwitz, Gerhard Marcks, Herbert Tucholski sowie die Kunsthistoriker Werner Haftmann und Kurt Leonhard. 1936 heiratete Teuber Elisabeth Hachenberg. Er erhielt den Rompreis der Preußischen Akademie für einen einjährigen Aufenthalt in der Villa Massimo.

## Zeit des Nationalsozialismus
Das Bild Teubers in der Zeit des Nationalsozialismus ist widersprüchlich. Er war Mitglied der Reichskammer der bildenden Künste und nachweislich auf vierundvierzig Ausstellungen vertreten. Andererseits wurde 1937 die Eröffnung einer Ausstellung mit Aquarellen, die Teuber während einer Griechenland-Reise mit Stipendiaten der Villa Massimo gemalt hatte, von der Reichskammer verhindert. Ebenfalls 1937 wurden in der Nazi-Aktion „Entartete Kunst“ fünf Werke Teubers aus der Städtische Kunstsammlung Duisburg und der Deutschen Graphikschau in Görlitz beschlagnahmt:
- Stillleben mit Delfter Teller (Tafelbild; Verbleib unbekannt)
- Bauerngehöft (Aquarell; vernichtet)
- Landstraße (Druckgrafik; vernichtet)
- Im Erzgebirge (Druckgrafik; vernichtet)
- Novembertag (Druckgrafik; vernichtet)

## Krieg und Nachkriegszeit bis 1950 am Niederrhein in Kalkar
1943 zog Teuber mit seiner Frau und dem 1940 geborenen Sohn Sebastian nach Kalkar am linken unteren Niederrhein. Teuber kannte Kalkar bereits von einem Sommeraufenthalt im Jahre 1937. Er konnte eine Wohnung im Hause Neuhaus am Kesseltor beziehen und dort im ehemaligen Atelier Heinrich Nauens arbeiten, wurde aber 1944 noch zum Kriegsdienst herangezogen. Kurz vor Kriegsende wurde das Berliner Atelier in der Klosterstraße vollständig zerstört, alle dort zurückgebliebenen Arbeiten Teubers gingen verloren.
Von 1945 bis 1950 wohnte Teuber nach der Rückkehr aus amerikanischer Gefangenschaft im Lager Chartres in Kalkar im Hause Neuhaus, gemeinsam mit dem Bildhauer Alfred Sabisch. 1947 wurde seine Tochter Cordula geboren.
Teuber erteilte in den von bitterer Armut geprägten Nachkriegsjahren Zeichenunterricht an der in der Nähe von Kalkar gelegenen Internatsschule Collegium Augustinianum Gaesdonck.
In der Kalkarer Zeit lernte Teuber auch die Brüder Hans und Franz Joseph van der Grinten kennen, damals noch Kunstgeschichtsstudenten. Er gab ihnen Anregungen für den Aufbau ihrer Kunstsammlung, riet ihnen, von einem Künstler nicht einzelne Werke, sondern ganze Werkgruppen zu sammeln, machte sie auf Joseph Beuys und Rudolf Schoofs aufmerksam. Seit Mitte der 1990er Jahre ist die Sammlung im nahe Kalkar gelegenen Schloss Moyland der Öffentlichkeit zugänglich. Zu ihr gehören auch rund 60 Gemälde Teubers. Die Brüder van der Grinten haben Teuber in ihrem Heimatort Kranenburg mehrere Ausstellungen gewidmet, unter anderem zu seinem 100. Geburtstag im Jahr 1994. Gemälde Teubers sind auch in der ständigen Sammlung des Städtischen Museums der Stadt Kalkar zu sehen.
1948 wurde Teuber der Karl Ernst Osthaus-Preis der Stadt Hagen, gemeinsam mit Georg Meistermann, zuerkannt.

## Professor in Berlin 1950 bis 1960
Seit 1950 als Professor für Druckgraphik an der Kunsthochschule Berlin-Charlottenburg tätig, erhielt Teuber weitere Auszeichnungen (1951 1. Preis im Graphik-Wettbewerb des Nationalen Olympischen Komitees für eine Pferdekomposition; 1953 Verleihung des Cornelius-Preises der Stadt Düsseldorf; 1954 1. Preis im Graphik-Wettbewerb der Freunde Bildender Kunst, Berlin).
In dieser Zeit beschäftigte er sich besonders intensiv mit der farbigen Lithographie.

## Lebensabend in Oberbayern
Nach seiner Emeritierung 1961 zog Teuber nach Oberbayern, zunächst nach Bad Heilbrunn. Weitere Auszeichnungen folgten (1962 Beginn Ehrendiplom der Internationalen Graphikausstellung Saigon; 1963 Ehrengast der Deutschen Akademie in der Villa Massimo in Rom; 1966 Berufung als ordentliches Mitglied der Bayerischen Akademie der Schönen Künste, 1972: Verdienstkreuz 1. Klasse der Bundesrepublik Deutschland).
1972 siedelt er nach München in eine Dachatelier-Wohnung des Olympia-Geländes über. 1977 stellte er in der Ostdeutschen Galerie Regensburg aus, als ihm der des Lovis-Corinth-Preis der Ostdeutschen Künstlergilde verliehen worden war.

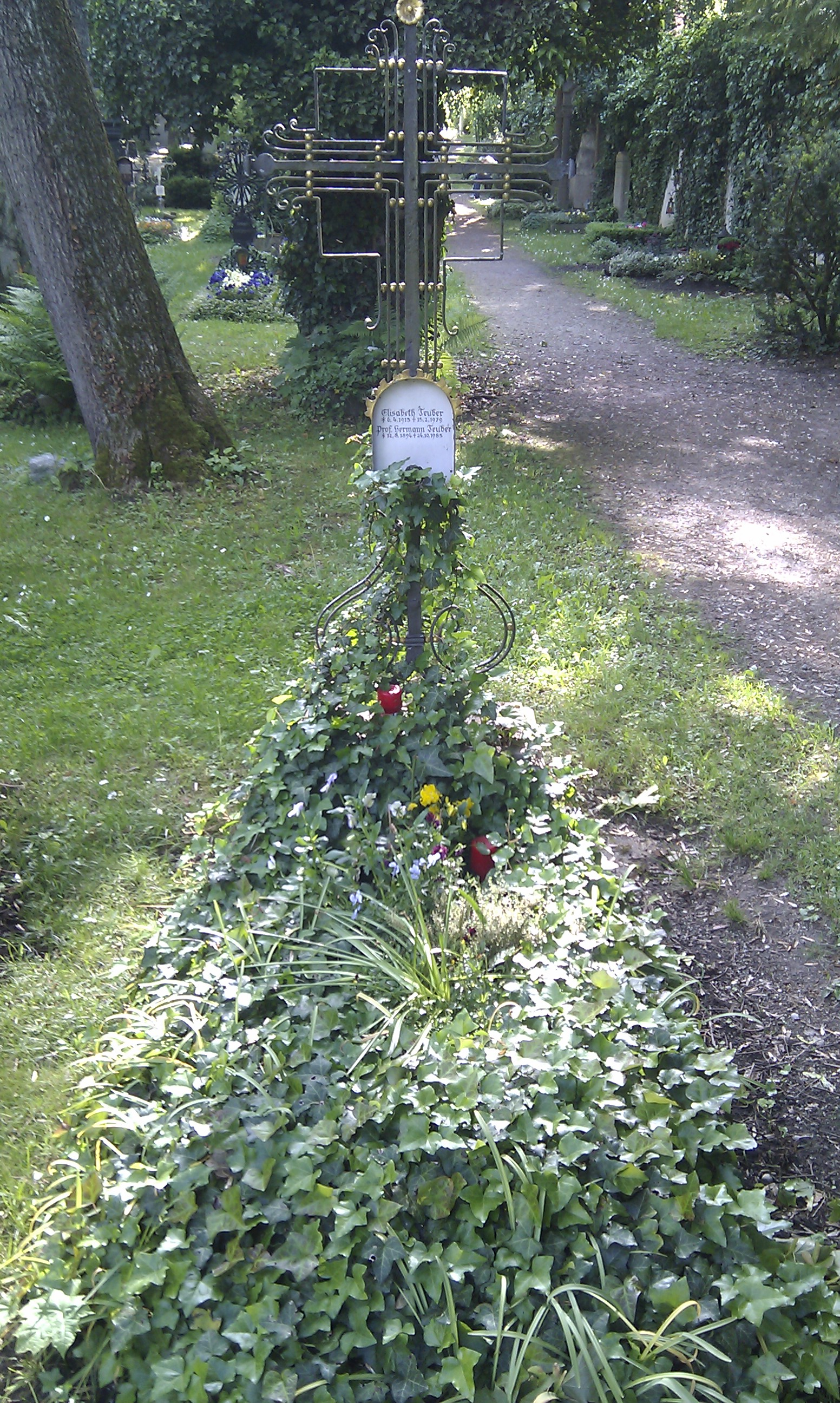
Grabstätte von Hermann und Elisabeth Teuber auf dem Winthirfriedhof

Seit 1977 ließ Teubers Sehkraft allmählich nach. Am 15. Februar 1979 starb seine Frau Elisabeth. Letzte großformatige Gemälde schuf Teuber 1981. 

## Weitere Werke (Auswahl)
- Katze (Öl; auf der Ausstellung „Dresdner Kunst 1930“)[4]